# Apoclada
Apoclada és un gènere de bambús de la família de les poàcies, ordre de les poals, subclasse commelínides, classe liliòpsides, divisió magniliofitins.
Comprèn únicament una espècie, que es fa en els boscos sud-orientals del Brasil. Durant molts anys es cregué que el gènere estava format per quatre espècies, però les investigacions modernes han descartat l'existència de l'A. diversa i han portat a reclassificar les antigues A. arenicola i A. cannavieira en el gènere Filgueirasia.
Les tiges d'aquest bambú poden créixer fins a més de 13 metres, per bé que és més usual la meitat d'aquesta xifra. Com en tots els bambús, els troncs creixen d'arrels horizontals, anomenades rizomes, que en aquesta espècie poden fer fins a 40 cm de llarg. Els troncs són de color verd fosc a verd clar, amb exemplars vermellosos ocasionalment, amb diàmetres d'1,9 a 4 cm. i nodes separats per espais entre 7 a 38 cm. Les fulles són llargues d'1,3 a 16,4 cm. i estretes (2-7 mm).

## Taxonomia
- Apoclada simplex McClure et L. B. Sm.